# Metalepis
Metalepis là chi thực vật có hoa trong họ Apocynaceae.